# Ширли Џексон
Шерли Харди Џексон (Сан Франциско, 14. децембар 1916 — Норт Бенингтон, 8. август 1965) била је америчка списатељица. Била је популарна ауторка у своје време и њен рад привлачи све већу пажњу последњих неколико година. Инспирисала је многе друге ауторе попут Нил Гејмана, Стивен Кинга и Ричард Матесона.
Најпознатија је по приповеткама Лутрија (1948), у којој се открива тајна једног америчког села и роману Уклета кућа на брду (1959), који се сматра једним од најбољих романа о духовима икада написаних.
Њен муж, књижевни критичар Стенли Едгар Хајман, је написао у предговору за постхумну антологију њеног стваралаштва, "она је доследно одбијала интервјуе, да објасни или да промовише њену креативност у било ком облику. Веровала је да њен књиге говоре саме за себе довољно јасно." Хајман је инсистирао да тамне стране њених радова нису биле, како неки критичари тврде, производ "личних, чак и неуротичних, фантазија".

## Детињство и младост
Иако је Џексонова тврдила да је рођена 1919. године како би изгледало да је млађа од мужа, рођена је у децембру 1916. године. Живела је у Сан Франциску, у Калифорнији, где је и рођена, у предграђу богате средње класе које ће бити приказано у њеном првом роману Пут кроз зидове (1948), са мајком Герландин и оцем Леслијем. Њен однос са мајком, која је била у родбинској вези са познатим генералом рата за независност Натанијелом Грином, је био натегнут јер су се њени родитељи венчали млади и Гералдинини родитељи су били разочарани када је она одмах затруднела са Ширли. Док је била млада није се добро слагала и највећи део времена је проводила пишући, што се није допадало њеној мајци. Када је била тинејџерка, имала је проблема око килаже, што је допринело недостатку самопоуздања. 
Преселила се у Рочестер, Њујорк, са породицом, где је похађала срењу школу. Школу је завршила 1934. године, када се уписала на Универзитет Рочестер, где су њени родитељи сматрали да је могу пазити. Није била срећна на факултету јер су професори често критиковали њено писање, па се пребацила на Универзитет Сиракјус. Током студија је почела да пише за књижевни часопис факултета, захваљујући ком се упознала са својим будућим мужем, Стенли Едгар Хајманом, који ће постати познати књижевни критичар. 

## Књижевни рад
Након њиховог брака и кратког живота у Њујорку и Веспорту, Ширли и Хајман се селе у Норт Бенингтон, Вермонт. Овде је Хајман постао професор на Бенингтон факултету, а Шерли наставила да објављује романе и приче. 
Шерли и Хајман су били познати као весели, великодушни домаћини, који су се окруживали књижевним талентима, укључујући Ралфа Елисона. Били су страствени читаоци и њихова лична библиотека је бројала више од 100.000 књига. Имали су четворо деце, Лоренса (Лори), Џоену (Џени), Сару (Сали), и Берија.
Поред књижевних романа за одрасле, написала је и романе за децу, Девет магичних жеља, који је илустровао њен унук Мајлс Хајман. Написала је и дечју представу на основу бајке Ивица и Марица, под називом Лoша деца. У серији приче, касније објављених у књизи Живот међу дивљацима и Подизање демона, је представљала измишљену верзију свог брака и искуства образовања четворо деце. 
Ипак, је најпознатија по писању хорора. Многи је сматрају једном од најбитнијих хорор писаца двадесетог века, укључујући и Стивен Кинга.

### Смрт
Ширли је умрла од срчане инсуфицијенције у сну 1965. године у свом дому у Норт Бенингтону, у 48. години. У тренутку смрти била је гојазна, страствени пушач и, као и током целог живота, је патила од разних неуроза и психосоматских болести. Ове болести, као и разни лекови које је конзумирала за лечење су допринеле погоршању њеног здравља и раној смрти. Након смрти, њен муж је објавио постхумни обим њеног рада, Пођи са мном, које садржи неколико поглавља из њеног недовршеног последњег романа, као и неколико ретких приповедака.

## Ширли Џексон Награда
Ширли Џексон Награда је створена 2007. године. Она је признање за њено наслеђе и додељује се за изванредна достигнућа у области књижевности психолошке неизвесности, ужаса и тамне фантастике.

## Ширли Џексон Дан
Од 2015. године се прославља Ширли Џексон дан, 27. јуна. Ово је дана када се одиграла њена прича Лутрија.

## Српска издања
Њена дела је почела да објављује на српском језику издавачка кућа McMillan. Први роман који су објавили је Одувек смо живеле у замку.